# Le Cochon
Pour plus de détails, voir Fiche technique et Distribution.
Le Cochon est un documentaire français de moyen métrage coréalisé par Jean-Michel Barjol et Jean Eustache, sorti en 1970.

## Synopsis
Dans une ferme des Cévennes, l'abattage et le dépeçage d'un porc.

## Fiche technique
- Titre : Le Cochon
- Réalisation : Jean-Michel Barjol et Jean Eustache
- Scénario : Jean-Michel Barjol et Jean Eustache
- Photographie : Renan Pollès et Philippe Théaudière
- Son : Jean-Pierre Ruh et François Carré
- Montage : Jean-Michel Barjol
- Production : Moullet et Cie
- Durée : 50 minutes
- Date de sortie : 1970
- Visa : n° 38098

## Sélection
- 1970 : Festival du court métrage de Tours